# Companhia Editora Nacional
A Companhia Editora Nacional é uma editora brasileira que foi fundada em 1925 e em 1980 passou a fazer parte do Instituto Brasileiro de Edições Pedagógicas.

## Histórico

### Panorama do mercado editorial brasileiro do início do século XX

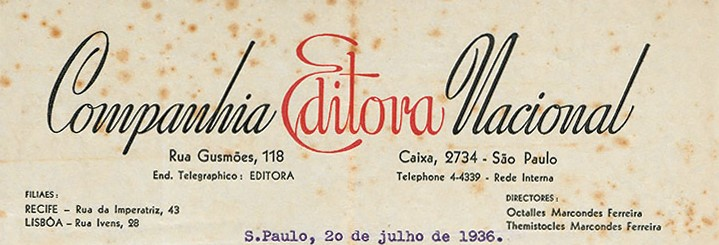
Timbre da editora em 1936 (Acervo: Biblioteca Nacional).

Até a Primeira Guerra Mundial, os livros brasileiros eram impressos, em sua maioria, na Europa. A Editora Garnier, utilizada por Machado de Assis e quase todos os acadêmicos, era francesa e tinha suas oficinas na França. Coelho Neto era impresso no Porto, em Portugal, e editado por Lelo & Irmão. As editoras e livrarias brasileiras dedicavam-se mais aos livros didáticos, e pouco se imprimia no Brasil.
Monteiro Lobato teve a iniciativa que modificou o mercado editorial brasileiro. Imprimiu por conta própria, nas oficinas do jornal “O Estado de S. Paulo”, seu livro Urupês, e verificou que, na época, o Brasil contava com apenas umas 30 livrarias capazes de receber e vender livros. A partir de então, iniciou uma listagem de serviços de correio, escrevendo-lhes e começando a distribuição de livros para todo o país

### Monteiro Lobato e Cia.

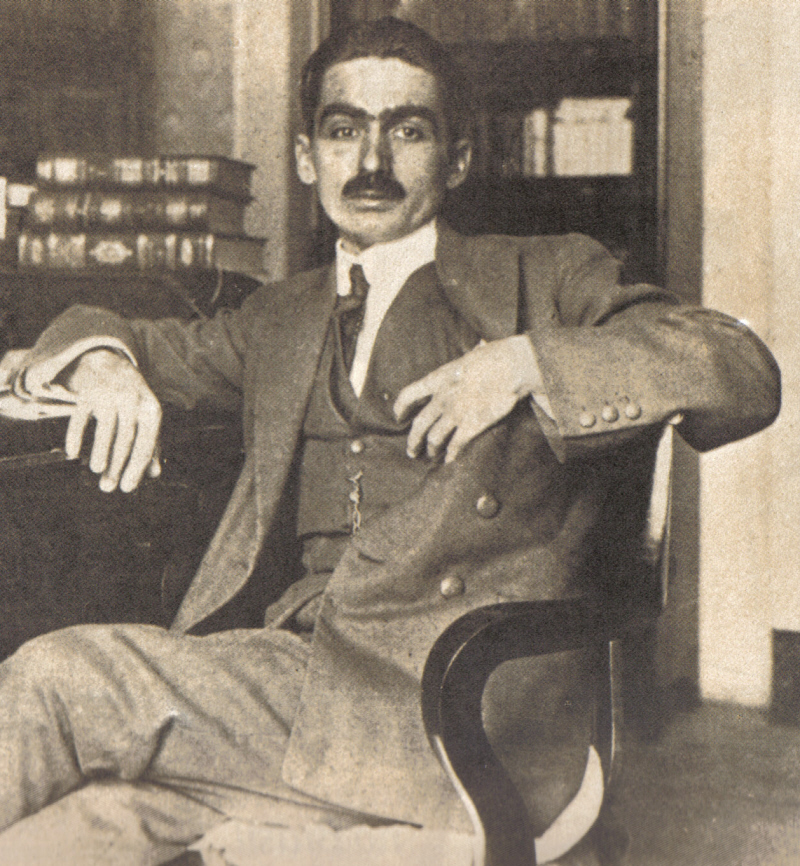
Monteiro Lobato, um dos grandes incentivadores do livro no Brasil, na Cia. Editora Nacional: "Um país se faz com homens e livros".

Em correspondência com Godofredo Rangel, Monteiro Lobato, um ano antes de lançar Urupês, já demonstrava interesse pelo ramo de negócios editoriais, o que demonstra ao vender sua fazenda, talvez com tal intenção. Com o dinheiro arrecadado com a venda, em dezembro de 1918, adquiriu a Revista do Brasil. Em seguida, escreveu para todos os agentes postais do Brasil (1300 ao todo), solicitando nomes e endereços de bancas de jornais, papelarias, armazéns e farmácias interessadas em vender livros. Quase 100% dos agentes postais responderam, proporcinando uma rede de quase dois mil distribuidores espalhados pelo país. Lobato começou a publicar obras de seus amigos: Godofredo Rangel, Valdomiro Silveira, Ricardo Gonçalves, José Antônio Nogueira, Martim Francisco, entre outros.

### Companhia Editora Nacional
Quando a inicial a Editora Monteiro Lobato & Cia. (rebatizada Cia. Gráfico-Editora Monteiro Lobato) entrou em colapso, Octalles Marcondes Ferreira (1899-1972), que fora seu auxiliar, se tornara seu sócio, e dois meses antes da liquidação final da editora, persuadiu Lobato a constituir uma nova editora. Em novembro de 1925, a Companhia Editora Nacional já estava constituída e se preparava para publicar uma versão, supervisionada por Lobato, do 1º livro escrito no Brasil no século XVI, o relato de Hans Staden, Meu Cativeiro Entre os Selvagens Brasileiros, numa tiragem de 5 mil exemplares.
Enquanto Octalles permanecia em São Paulo, Lobato dirigia a filial do Rio de Janeiro; em viagem aos Estados Unidos, e devido à especulação na bolsa de valores e ao crash de outubro de 1929, Lobato precisou vender a Octalles suas ações da editora, para cobrir os prejuízos. Vendeu sua parte ao irmão de Octalles, Themistocles Marcondes Ferreira, que até a morte, em 1965, foi diretor-presidente da editora. Toda a parte administrativa da editora passou a ser feita por Octalles, e Lobato passou a contribuir apenas como autor e tradutor.
A editora começou a investir, aos poucos, em títulos educacionais. Uma análise da editora, feita em 1933, expõe que entre os 1.192.000 exemplares produzidos naquele ano, 467 mil eram de títulos educacionais, 429.500 de livros infantis (entre eles, 90 mil eram de Lobato) e 107 mil de literatura popular.

### A compra da Civilização Brasileira
Em 1932, Octalles adquiriu a Editora Civilização Brasileira, fundada em 1929 por Getúlio M. Costa, Ribeiro Couto e Gustavo Barroso. Em 1934, a marca “Nacional” quase se reservava totalmente para livros didáticos e infantis, apesar da instituição do prêmio de romance “Machado de Assis”. Em 1938, iniciou uma obra completa de poetas brasileiros, sob direção de Afrânio Peixoto, começando com Castro Alves. Na época, abriu coleções como a “Terramarear”, de aventuras, que incluía a série Tarzan de Edgar Rice Burroughs, “Coleção Para Todos”, “Série Negra” (livros policiais), “Biblioteca das Moças”. A Coleção Brasiliana, que apresentava 387 volumes (mais 26 da série Grande Formato e 2 da Série Especial), foi idealizada por Octalles como a "quinta série" de uma coleção mais ampla, a Biblioteca Pedagógica Brasileira. A Coleção foi lançada logo após a Revolução de 1930 e a criação do Ministério da Educação, e foi dirigida por 25 anos pelo educador Fernando de Azevedo, depois substituído pelo historiador Américo Jacobina Lacombe. As coleções Terramarear e Biblioteca das Moças seriam reeditadas em setembro de 1983.
Em 1935, a Civilização Brasileira lançou uma coleção completa das obras de Joaquim Nabuco, e em 1936, 44 títulos de autores como Honoré de Balzac, José de Alencar, Édison Carneiro, Fiodor Dostoievski, Alexandre Dumas, Gorki, Victor Hugo, André Maurois, Emile Zola e Edgar Wallace, num total de 300 mil exemplares. Após 1937, houve um declínio, devido talvez ao surgimento de outras editoras (Livraria José Olympio Editora e Livraria Martins Editora), e houve uma revitalização da Civilização Brasileira apenas em 1951, quando Ênio Silveira assumiu a gerência.

### O surgimento de novas editoras
Em 1943, houve outra divisão que abalou a Companhia Editora Nacional, com o abandono da empresa de 6 professores responsáveis pela execução dos livros didáticos, que fundaram sua própria editora, a “Editora do Brasil”, especializada em livros didáticos. Outra questão foi a saída do auxiliar de Octalles, Arthur Neves (1916-1971), que tencionava, a exemplo das editoras estadunidenses, a venda popular de coleções a prestação, a exemplo de enciclopédias, ao que Octalles não concordou. Neves saiu e formou, ao lado de Caio Prado Júnior, a Editora Brasiliense, que implantou sua própria livraria.
Octalles morreu em 1973, e a presidência da empresa passou ao seu irmão Lindolfo, [...] "que não possuía experiência gerencial e desconhecia o negócio editorial", ocasionando uma grande crise na empresa.
Nos anos 70, a Livraria José Olympio Editora tentou comprar a Companhia Editora Nacional. Em 1974 a Livraria José Olympio Editora solicitou auxílio financeiro para comprar a
editora, porém, essa operação não chegou a ser finalizada. A empresa de José Olympio solicitou ajuda governamental: no caso, o financiamento total da operação; assim, o Banco Nacional de Desenvolvimento Econômico (BNDES) adquiriu a totalidade das ações da empresa [...], contudo, a situação econômica da Livraria José Olympio Editora tornava impossível a desejada transferência e a Nacional acabou tornando-se propriedade do BNDE.

## RevistaAtualidades Pedagógicas
Hallewell (2005) acredita que o crescimento da Companhia Editora Nacional foi paralelo ao desenvolvimento do ensino secundário, com início a partir da década de 40, devido à ampliação da rede de ginásios, intensificando-se na década de 50, com a criações de novas escolas.
Em 1950, ocorre a publicação do primeiro número da revista Atualidades Pedagógicas, que expressa o posicionamento favorável da Companhia Editora Nacional mediante o processo de expansão e diversificação do ensino médio
Atualidades Pedagógicas foi apresentada em seu primeiro número, de janeiro de 1950, como “veículo de divulgação dos educadores brasileiros” (Atualidades Pedagógicas, 1950, nº1, p. 1), e seu destinatário seria o professor do ensino secundário. Ênio Silveira, iniciador, diretor-responsável e editor da Revita entre 1950 e 1959, caracterizava-a como uma revista de relações públicas.
A série Atualidades Pedagógicas, no período em que pertenceu à Companhia Editora Nacional – de 1931 a 1978 –, publicou 134 volumes, e apenas um novo título seria publicado após a compra da Companhia Editora Nacional pela IBEP.

## IBEP
Em 1980, o Instituto Brasileiro de Edições Pedagógicas (IBEP) de Jorge Yunes adquiriu a Companhia Editora Nacional, formando um dos maiores grupos editoriais do país, com capital 100% brasileiro.
Entre suas principais obras publicadas atualmente estão: Novíssima Gramática da Língua Portuguesa e Dicionário escolar da língua portuguesa - Academia Brasileira de Letras.
Em 2009, a Conrad Editora, especializada em revistas em quadrinhos, foi comprada pelo Grupo IBEP-Companhia Editora Nacional.

## Publicações
- Meus Ódios e Meus Afetos, Almachio Diniz, 1922, ainda sob o selo Monteiro Lobato e Cia
- Fisionomia de Novos, João Pinto da Silva, 1922, ainda sob o selo Monteiro Lobato e Cia
- Meu Cativeiro Entre os Selvagens Brasileiros, Hans Staden
- Coleção Biblioteca das Moças
- Coleção Brasiliana: era assim chamada a 5ª série da Biblioteca Pedagógica Brasileira, uma coleção e sistematização de estudos brasileiros. Compunha-se de ensaios sobre a formação histórica e social brasileira, com estudos de figuras e problemas nacionais.[11]
- Revista Atualidades Pedagógicas